# Wacken Open Air
El Wacken Open Air (W:O:A) és un dels grans festivals anuals de Rock i actualment és el que té un nombre més alt d'assistents entre els festivals dedicats (quasi) exclusivament al Heavy Metal. A l'edició de 2007 hi assistiren unes 60 mil persones (més de 72 mil si hi comptem el personal). Se celebra cada any a la localitat alemanya de Wacken durant cinc dies (de dimecres a diumenge) que inclouen el primer cap de setmana d'agost, durant els quals les terres de pastura d'aquesta petita població del nord d'Alemanya es converteixen en una immensa zona d'acampada i de concerts, amb tots els serveis per atendre les demandes dels assistents d'arreu del món. Els concerts se celebren en quatre escenaris diferents.
Començà com un festival petit el 1990 amb participació exclusivament de bandes alemanyes. El 1998 ja s'havia convertit en el festival metàl·lic més important del calendari europeu i en un dels festivals anuals de Rock més grans del món, i incloïa més de 70 bandes provinents d'Europa, Amèrica del Nord i Austràlia.

## Cartells

### 1990
24 - 25 d'agost: 5th Avenue, Axe
'n Sex, Motoslug, Sacret Season, Skyline, Wizzard.

### 1991
21 - 22 d'agost: Bon Scott (HH), Gypsy Kyss, Kilgore, Life Artist, Ruby Red, Shanghai'd Guts, Skyline.

### 1992
22 - 23 d'agost: 5th Avenue, Asmodis, Ax'n Sex, Bad Sister, Bai Bang, Blind Guardian, De La Cruz, Doc Eisenhauer, Dr. Hörp, Eddie E., Highlander, Ides of March, Incubator, Jolly Hangman, Mama's Boys, Morbid Mind, Motoslug, Pagan Spell, Paradise, Play'n'Bleed, Saitensprünge, Saxon, Störspatzen of Des, STS 8 Mission, The Waltons, Vivian.

### 1993
20 - 22 d'agost: 5th Avenue, Abi Wallenstein, Ax'n Sex, Blue Velvet, Bon Scott (HH), Buddy Lackey, Châlice, Doro, Fast Lover, Fates Warning, Gary Hughes, Gorefest, Häwi Mädels, Heavenward, Highlander, Holocaust, Jacks Hammer, Jingo de Lunch, Michael Dickes, Noisy Act of Protest, Plan B, Railway, RAX, Riverdogs, Samael, Sahara, Skew Siskin, Torment, Toy, Trespass, Vivian, Warpath.

### 1994
19 - 20 d'agost: Ace Öf Spades, Atrocity, Chemical Breath, Deceased, Decision D, Dixi Gunworks, Easy Livin' (Uriah Heep amb Markus Grosskopf de Helloween), Gamma Ray, Hannes Bauer & Orchester, Gnadenlos, Ken Templin, Many Acts Of Maniacs, Moray, Pagandom, Paul Di'anno's Killers, Prollhead, Rausch, Riff Raff, Riverdogs, Roan, Saintcatee, Skyclad, Stoney Rudolph & The Happy Mc Cardies, Suiciety, Tears for Beers, The Tea Party, The Waltons, Torment, U.K. Subs.

### 1995
19 - 20 d'agost: 5th Avenue, Amentia, Angra, Bad Sister, Châlice, Creep, D:A:D, Dark At Down, Das Auge Gottes, Depressive Age, Dixie Gunworks, Ghosts of Dawn, Graue Zellen, Hate Squad, Laberinto, More About Dogs, Morgoth, Paragon, Phantoms of Future, Pothead, Power of Expression, Pretty Maids, Prime, Rape, Revelation, Schweisser, Solitude Aeturnus, Temple of the Absurd, Tiamat, Trauma, Trieb, Vanden Plas, Vocation.

### 1996
9 - 10 d'agost: Asylum, Atrocity, Bad Sister, Big Nothing, Böhse Onkelz, Crematory, Desert Storm, Dice, Dimple Minds, Dritte Wahl, Gorefest, Gorn, Grave Digger, Grind Machine, Kingdom Come, Kreator, Manos, Oomph!, Pyogenesis, Ramones Mania, Randalica, Ricochet, Schweisser, Secret Discovery, Sieges Even, Temple of the Absurd, Theatre of Tragedy, The Exploited, The Gathering, Tom Angelripper, Vicki Vomit, Whils.

### 1997
8 - 9 d'agost: Aion, Alastis, Amorphis, Birth Control, Dimmu Borgir, Dismember, Dissection, Don Bosco, Entrust, Fox Force Five, Gainsay, Grave Digger, Grinning Sinner, Hammerfall, Hassmütz, In Flames, Iron Savior, Late September Dogs, Lake of Tears, Love Gun, Motörhead, Mummlox, Overkill, Paunch, Rage & Lingua Mortis Orchester, Raven, Rock Bitch, Samael, Saviour Machine, Scanner, Sceptic Acceptance, Sinner, Sodom, Steiger, Subway to Sally, Tank, Theatre Of Tragedy, The Automanic, Therion, Tom Angelripper, Torment, Totenmond, U.D.O., Umbra Et Imago, Undish, Virgin Steele, Waltari, Zed Yago.

### 1998
7 - 8 d'agost: Am I Blood, Angel Dust, Anvil, Arch Enemy, Atrocity, Benediction, Blind Guardian, Blind Passenger, Blitzkrieg, Bonfire, Borknagar, Children of Bodom, Covenant, Crack Up, Cradle of Filth, Crematory, Darkseed, Dew-Scented, Disbelief, Doro, Dritte Wahl, Edguy, Gamma Ray, Goddess Of Desire, Gorgoroth, Hades Almighty, Haggard, Heavenwood, Hollow, Holy Mother, Hypocrisy, Iced Earth, Iron Savior, In Extremo, J.B.O., Krabathor, Kreator, Lacuna Coil, Manos, Nevermore, Night In Gales, Nocturnal Rites, Old Man's Child, Pegazus, Postmortem, Primal Fear, Raise Hell, Rough Silk, Ryker's, Sacred Steel, Sadist, Savatage, Sentenced, Skyclad, Soulburn, Sons Of Damnation, Stahlhammer, Stigmata IV, Stratovarius, Sundown, Sweet Noise, Sweet Savage, Tom Angelripper, Tankard, Temple Of The Absurd, Devin Townsend, Unrest, Vader, Virgin Steele, Voivod, Warrior.

### 1999
6 - 7 d'agost: Amon Amarth, Angra, Agent Steel, Atrocity, Axel Rudi Pell, Axxis, Blind Passenger, Bewitched, Brainstorm, Cannibal Corpse, Crematory, The Cult, Death SS, Destiny's End, Dimmu Borgir, Destruction, Eisregen, Eläkeläiset, Enslaved, Edguy, Europe, Fates Warning, God Dethroned, Graveworm, HammerFall, Immortal, In Aeternum, In Extremo, Jaguar, Jag Panzer, Killers, Leatherwolf, Labyrinth, Lefay, Marduk, Marshall Law, Mayhem, Memory Garden, Metal Church, Metalium, Mindfeed, Mystic Circle, Napalm Death, Nevermore, Paradox, Paragon, Pariah, Powergod, Pretty Maids, Primal Fear, Rage, Razor, Reverend Jürgen & Igor, Richthofen, Roland Grapow & Band, Saxon, Sinner, Six Feet Under, Solitude Aeturnus, Spock's Beard, Steel Prophet, Subway to Sally, The Crown, Temple of the Absurd, Therion, Threshold, Torment, Totenmond, Tristania, Tygers of Pan Tang, The Gathering, The Sygnet, Tom Angelripper, U.D.O., Uli Jon Roth, Umbra et Imago, Warrant, Wardog, Warhammer, Witchery, Whiplash.

### 2000
4 - 5 d'agost: Agathodaimon, Ancient, Angel Witch, Annihilator, Artillery, Black Sweden, Black Label Society, Blaze Bayley, Breaker, Chantal Chevalier, Dark At Dawn, Dark Age, Dark Funeral, Dee Snider, Demon, Doro, Deranged, Desperados, Engine, Entombed, Freedom Call, Gamma Ray, Gaskin, Grim Reaper, Hades, Heir Apparent, Hypocrisy, Iced Earth, Immolation, Jacob's Dream, Knorkator, Labyrinth, Late Nite Romeo, Liege Lord, Lizzy Borden, Lock Up, Marduk, Molly Hatchet, Morbid Angel, Mob Rules, Nightmare, Nightwish, October 31, Overkill, Pain, Pink Cream 69, Praying Mantis, Raise Hell, Rhapsody, Rose Tattoo, Royal Hunt, Samson, Savage, Sentenced, Six Feet Under, Skew Siskin, Solstice, Spiritual Beggars, Squealer, Steel Attack, Stratovarius, Testament, Tom Angelripper, Twisted Tower Dire, Umbra Et Imago, Vader, Vanishing Point, Vaxination, Venom, Zakk Wylde.

### 2001
3 - 4 d'agost: 16 Hell Ventiler, Annihilator, Die Apokalyptischen Reiter, Arch Enemy, Artch, Behemoth, Bionix, Blackshine, Brainstorm, Cage, Carnal Forge, Chinchilla, Circle Of Grief, Crematory, Cryptopsy, Crystal Shark, Culprit, Dark Tranquillity, Death SS, Deceased, Disaster, Dimmu Borgir, Exciter, Exhumed, Exumer, Finntroll, Grave Digger, HammerFall, Helloween, Holy Moses, In Flames, Jag Panzer, Kamelot, Kju, Knight Errant, Krisiun, Lacuna Coil, Lost Horizon, Metalium, Mortician, Motörhead, Mägo de Oz, Naglfar, Napalm Death, Nasum, Nevermore, Night in Gales, Nightfall, Nightwish, Nostradameus, Opeth, Overkill, Paragon, Paul Dianno & Killers, Primal Fear, Rage, Rawhead Rexx, Sacraphyx, Saxon, Silent Force, Sins Of Thy Beloved, Smoke Blow, Sodom, Soilwork, Sonata Arctica, Soul Doctor, Stigma IV, Subway to Sally, Tad Morose, Tankard, Therion, Deströyer 666, The Haunted, Impotent Sea Snakes, The Traceelords, Therion mit Chor, Trail of Tears, Vintersorg, Warhammer, W.A.S.P..

### 2002
1 - 3 d'agost: Alabama Thunderpussy, Amon Amarth, Angel Dust, Angra, Avalanch, Blaze, Blind Guardian, Blitzkrieg, Borknagar, Bruce Dickinson, Candlemass, Cannibal Corpse, Children of Bodom, Criminal, Debris Inc., Destruction, Dimple Minds, Domine, Dornenreich, Doro, Dream Evil, Dying Fetus, Edguy, Eisregen, Evergrey, Exodus, Falconer, Fleshcrawl, Green Carnation, Haggard, Heathen, Heavenly, Hollenthon, Hypocrisy, Immortal, In Extremo, Iron Savior, J.B.O., Justice, Kalmah, Kotipelto, Kreator, Lock Up, Macabre, Metalucifer, Mezarkabul, Mob Rules, Mörk Gryning, My Dying Bride, Necrophobic, Nightmare, Nocturnal Rites, Nuclear Assault, Onkel Tom, Pretty Maids, Primordial, Pungent Stench, Raven, Rebellion, Red Aim, Rose Tattoo, Rottweiler Sabbat, Savatage, Shakra, Sinergy, Stormwarrior, Stormwitch, Suidakra, Thunderstone, Torfrock, U.D.O., Unleashed, Vanden Plas, Vicious Rumors, Vision Divine, Vomitory, Warlord, Wizard, Wolf.

### 2003
31 de juliol - 2 d'agost: Ancient Rites, Annihilator, Assassin, Bai Bang, Callenish Circle, Carpathian Forest, Circle II Circle, Dark Age, Dark Angel, Dark Funeral, Darkane, Dew-Scented, Diamond Head, Die Apokalyptischen Reiter, Dismember, Eidolon, Evidence One, Extreme Noise Terror, Freedom Call, Gamma Ray, Graveworm, Heavenshallburn, Human Fortress, In Flames, Kataklysm, Lordi, Lotto King Karl, Malevolent Creation, Masterplan, Metalium, Nile, Obscenity, Onkel Tom, Oratory, Primal Fear, Psychopunch, Rage, Raise Hell, Raunchy, Rotting Christ, Running Wild, Sentenced, Seventh One, Sinister, Sinner, Slayer, Soilwork, Sonata Arctica, Stratovarius, Subway to Sally, Symphorce, Testament, The Almighty Punchdrunk, The Crown, Thyrfing, Twisted Sister, Twisted Tower Dire, V8 Wankers, Vader, Victims Of Madness, Victory, Stormlord.

### 2004
5 - 7 d'agost: After Forever, Amon Amarth, Anthrax, Arch Enemy, Artefact, Astral Doors, Bal-Sagoth, Brainstorm, Böhse Onkelz, Cannibal Corpse, Cathedral, Children of Bodom, Death Angel, Destruction, Dio, Dionysus, Disbelief, Doro Pesch & Warlock, Dr. Rock, Ektomorf, Eläkeläiset, Engine of Pain, Everfest, Feinstein, Grave Digger, Griffin, Gun Barrel, Gutbucket, Helloween, Hobbs Angel of Death, Hypocrisy, J.B.O., Knorkator, Kotipelto, Mambo Kurt, Mayhem, Methedras, Misery Index, Mnemic, Motörhead, Mystic Prophecy, Nevermore, Nocturno Culto, Onkel Tom, Orphanage, Paragon, Quireboys, Raunchy, Reckless Tide, Satan, Satyricon, Saxon, Schandmaul, Sufferage, Supersoma, The Rods, Thora, Thunderstone, Unleashed, Vanguard, Voodoma, Weinhold, Zodiac Mindwarp.

### 2005
4 - 6 d'agost: Accept, Apocalyptica, Axel Rudi Pell, Bloodbath, Candlemass, Cataract, Contradiction, Corvus Corax, Count Raven, Dissection, Doomfoxx, DragonForce, Edguy, Eisregen, EmKay, Endhammer, Endstille, Ensiferum, Equilibrium, Finntroll, Goddess of Desire, Gorefest, HammerFall, Hard Time, Hatesphere, Holy Moses, Illdisposed, Kreator, Machine Head, Machine Men, Mambo Kurt, Marduk, Marky Ramone, Mercenary, Metal Church, Metalium, Mob Rules, Morgana Lefay, Mucc, Naglfar, Nightwish, Noise Forest, Obituary, Oomph!, Overkill, Panic Cell, Potentia Animi, Primordial, Reckless Tide, Regicide, Saeko, Samael, Sentenced, Sonata Arctica, Stratovarius, Suffocation, Suidakra, Teräsbetoni, Torfrock, Tristania, Turisas, Unleash the Fury, Vanguard, W:O:A Firefighters, Within Temptation, Zyklon.

### 2006

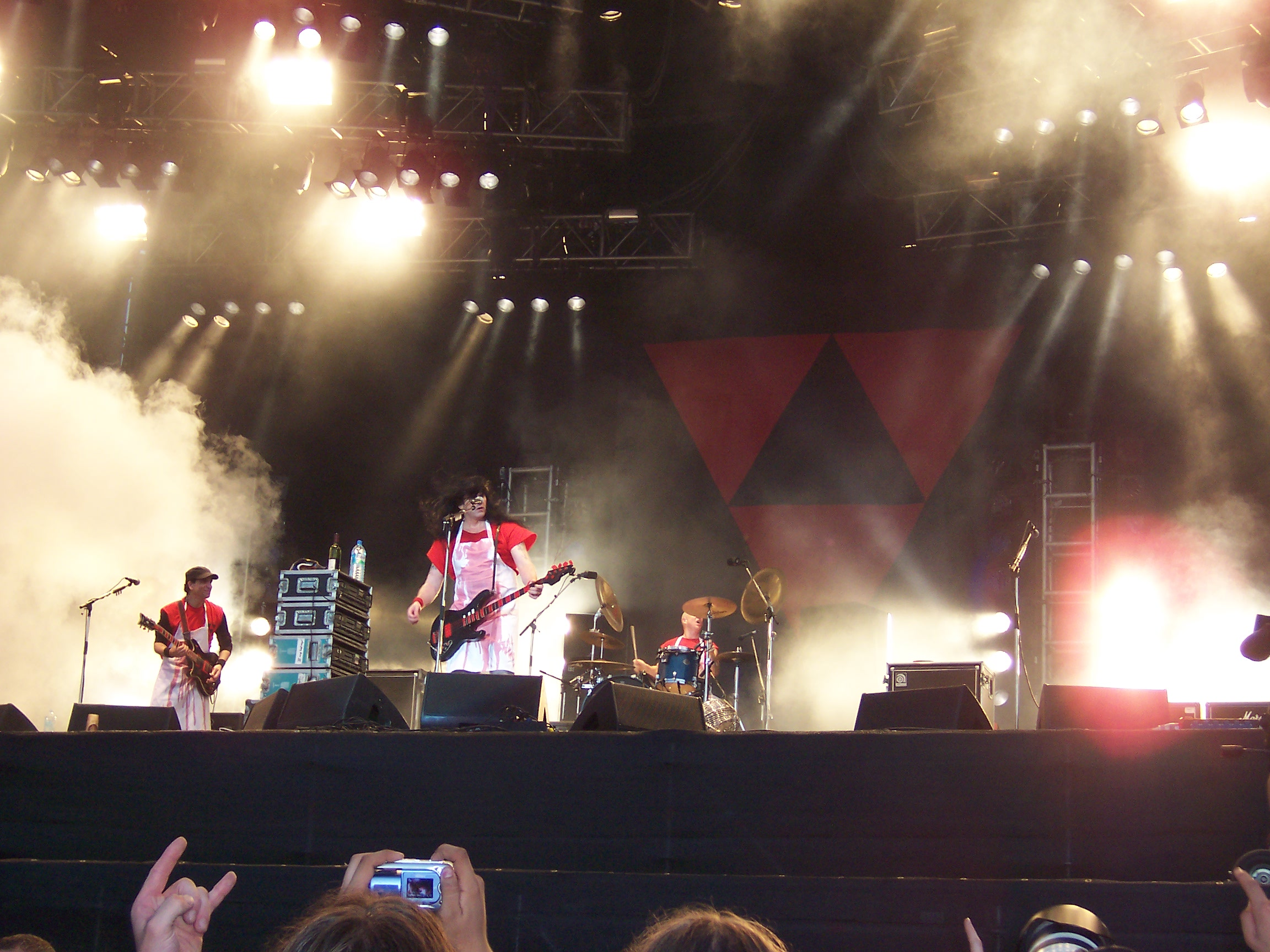
Carnivore al W:O:A de 2006

3 - 5 d'agost: Aborted, Amon Amarth, Arch Enemy, Atheist, Battlelore, Bloodthorn, Born From Pain, Caliban, Carnivore, Celtic Frost, Children of Bodom, D'espairsRay, Danko Jones, Die Apokalyptischen Reiter, Ektomorf, Emperor, End of Green, Fear Factory, Finntroll, Fleshgore, Gamma Ray, In Extremo, Korpiklaani, Krieger, Krypteria, Lake of Tears, Legion of the Damned, Mambo Kurt, Metal Church, Metal Inquisitor, Ministry, Morbid Angel, Mortal Sin, Motörhead, MSG, Mystic Circle, Nevermore, Nocturnal Rites, Opeth, Orphaned Land, Primal Fear, Rose Tattoo, Scorpions, Six Feet Under, Soilwork, Soulfly, Subway to Sally, Suidakra, Tribe After Tribe, Transilvanian Beat Club, Tourettes, Uli Jon Roth, Victory, Vreid, WE, Whitesnake, Wintersun.

### 2007
2 - 4 d'agost: 1349, All That Remains, Amorphis, Lacuna Coil, Die Apokalyptischen Reiter, Animal Alpha, Belphegor, Benedictum, The Black Dahlia Murder, Black Majesty, Blind Guardian, Blitzkrieg, Cannibal Corpse, Chthonic, Communic, Destruction, Dimension Zero, Dimmu Borgir, Dir en grey, Disillusion, Drone, Electric Eel Shock, Enslaved, Fair to Midland, Falconer, Fastway, Gutbucket, Grave Digger, Haggard, Hatesphere, Heaven Shall Burn, Immortal, In Flames, Iced Earth, J.B.O., Kampfar, Lacuna Coil, Letzte Instanz, Mambo Kurt, Maroon, Mennen, Moonsorrow, Moonspell, Municipal Waste, Napalm Death, Narziss, Neaera, Norther, Overkill, Pharao, Possessed, Rage & Lingua Mortis Orchestra, Rose Tattoo, Sabbat, Sacred Reich, Sahg, Samael, Saxon, Schandmaul, Secrets of the Moon, Sodom, Sonic Syndicate, The Answer, The Sorrow, Stormwarrior amb Kai Hansen, Stratovarius, Subway to Sally, Suidakra, Swallow the Sun, Therion, Turbonegro, Turisas, Type O Negative, Týr, Unheilig, The Vision Bleak, Vital Remains, Volbeat.